# Morena Baccarin
Morena Baccarin, født 2. juni 1979 i Rio de Janeiro, er en brasiliansk-amerikansk skuespiller som blandt andet medvirkede i Firefly, Serenity, Stargate SG-1, V, Homeland og Deadpool.
Baccarin flyttede till New York i 1989 hvor hendes far, den italienske journalist Fernando Baccarin, blev sendt dertil af sin redaktion. Hun studerede ved New York City Lab School for Collaborative Studies, hvor hun var klassekammerat med Claire Danes, som også medvirker i Homeland. Hendes mor Vera Setta er en brasiliansk skuespillerinde.
Den 26. november 2011 blev hun gift med instruktøren Austin Chick. De har en søn som hedder Julius. I juli 2015 ansøgte paret om skilsmisse, og den 18. marts 2016 blev skilsmissen klar.
Nu lever Baccarin med sin kollega fra "Gotham" Ben McKenzie. Den 2. marts 2016 fik parret datteren Frances Laiz Setta Schenkkan.

## Filmografi
- Deadpool
- Deadpool 2 (2018)